# Air India-vlucht 182
Air India-vlucht 182 was een passagiersvliegtuig van het type Boeing 747-237B, dat op 23 juni 1985 tijdens een vlucht van Montréal-Mirabel International Airport naar Bombay International Airport slachtoffer werd van een terroristische aanslag. Het vliegtuig werd met een aan boord gesmokkelde bom opgeblazen toen het zich ten zuiden van Ierland bevond. Alle 329 mensen aan boord kwamen om.
Tot de aanslagen op 11 september 2001 stond de aanslag op vlucht 182 bekend als de ergste terroristische aanslag op een vliegtuig ooit. De aanslag vond amper een uur na de aanslag op Air India-vlucht 301 plaats.
Het onderzoek naar de aanslag nam 20 jaar in beslag. De erop volgende rechtszaak kostte 130 miljoen Canadese dollar. Er werd uiteindelijk een persoon veroordeeld voor de aanslag: Inderjit Singh Reyat.

## De aanslag

### Vooraf
Op 20 juni 1985 om 01:00 GMT reserveerde een man die zich Mr. Singh noemde twee vluchten voor 22 juni: een namens "Jaswand Singh" voor de vlucht van Vancouver naar Montreal met Canadian Pacific Air Lines (CP) 086, en een namens "Mohinderbel Singh" voor Vancouver naar Tokio met CP 003. Daar zou hij overstappen op Air India-vlucht 301 naar Bangkok.
Om 02:20 GMT dezelfde dag werd nog een keer gebeld. De reservering van "Jaswand Singh" werd veranderd van CP 086 naar CP 060 (van Vancouver naar Toronto). De beller vroeg om ook op de wachtlijst te worden gezet voor Air India-181 van Toronto naar Montreal en Air India-182 van Montreal naar Delhi.
Om 19:10 GMT betaalde een man voor de twee vliegtuigtickets met $3.005 cash bij een loket in Vancouver. De namen waar de reserveringen op stonden geboekt werden veranderd: "Jaswand Singh" werd "M. Singh" en "Mohinderbel Singh" werd "L. Singh".
Op 22 juni 1985, om 13:30 GMT, belde een man die zich Manjit Singh noemde naar het vliegveld om zijn reservering voor Air India-vlucht 181/182 te bevestigen. Hij stond nog steeds op de wachtlijst en kreeg daarom een paar alternatieven aangeboden, maar sloeg die af.

### Dag van de aanslag
Op 22 juni om 15:50 GMT checkte Singh in bij Vancouver International Airport voor CP Air-vlucht 60 naar Toronto. Hij kreeg stoel 10B toegewezen. Hij vroeg of zijn koffer kon worden overgezet op vlucht 181 en daarna 182. Een CP-agent weigerde eerst daar Singhs vlucht van Toronto naar Montreal en van Montreal naar Delhi nog niet bevestigd was, maar stemde later toe.
Om 16:18 GMT vertrok de CP Air-vlucht naar Lester B. Pearson International Airport in Toronto zonder Mr. Singh.
Om 20:22 GMT arriveerde CP Air-vlucht 60 in Toronto met twaalf minuten vertraging. Sommige passagiers stapten over op vlucht 181, en ook het koffertje van Mr. Sing werd overgeladen op dit vliegtuig.
Op 23 juni om 00:15 GMT vertrok vlucht 181 van Toronto naar Montreal-Mirabel met in totaal 1 uur en 40 minuten vertraging. Het vliegtuig was laat omdat er voor de vlucht een "vijfde motor" onder de vleugel werd aangebracht voor transport naar India. Het vliegtuig arriveerde op Mirabel om 01:00 GMT. Daar werd het nummer van de vlucht veranderd naar 182.
Air India-vlucht 182 vertrok van Montreal naar Londen met 329 mensen aan boord: 307 passagiers en 22 bemanningsleden. Hanse Singh Narendra was die dag de piloot en Satwinder Singh Bhinder de co-piloot
Om 07:15 GMT, toen Air India-vlucht 182 het Ierse luchtruim binnenvloog, verdween het vliegtuig van de radar. De piloten hadden geen noodsignaal afgegeven en niets wees erop dat het vliegtuig problemen had. Pas later kwam de ware oorzaak aan het licht. Er was een bom ontploft in het vrachtruim. De bom zorgde voor explosieve decompressie en het vliegtuig viel uit elkaar. De wrakstukken vielen in 2000 meter diep water voor de kust van Ierland. Als vlucht 182 geen vertraging had gehad, zou het vliegtuig op de luchthaven van Heathrow zijn ontploft.
Amper 55 minuten voor de aanslag was er een bom ontploft op de Luchthaven Narita in Japan. De bom was bedoeld voor Air India-vlucht 301. Twee medewerkers die zich bezighielden met de ruimbagage kwamen om het leven. Beide bomaanslagen hielden verband met elkaar, de bedoeling was dat beide bommen ongeveer op dezelfde tijd zouden ontploffen.

### Nasleep
De explosie doodde alle inzittenden in het vliegtuig. Bij zoekacties werden in totaal 131 lichamen teruggevonden. Sommige lijken hadden verwondingen die erop duidden dat ze uit het vliegtuig waren gevallen voordat het vliegtuig in zee stortte. Dit betekende dat het vliegtuig in de lucht in stukken was gebroken.
Een paar schepen met geavanceerde sonar werden naar de plaats van de ramp gestuurd om de flightdatarecorder en cockpitvoicerecorder terug te vinden. Op 9 juli werd de cockpitvoicerecorder gevonden, en een dag later ook de flightdatarecorder.

## Nationaliteiten
De passagiers en bemanning aan boord hadden de volgende nationaliteiten:
| Nationaliteit       | Passagiers | Bemanning | Totaal |
| ------------------- | ---------- | --------- | ------ |
| Canada              | 280        | 0         | 280    |
| India               | 0          | 22        | 22     |
| Verenigd Koninkrijk | 27         | 0         | 27     |
| Totaal              | 307        | 22        | 329    |

## Onderzoek
In het wereldwijde onderzoek naar de aanslag kwamen de volgende ontdekkingen naar boven:
- De aanslag was een gezamenlijk project van ten minste twee Sikh-groepen met leden in Canada, de Verenigde Staten, Engeland en India. Hun motief voor de aanslag was de aanval op de Gouden Tempel in Amritsar in juni 1984.[6]
- Twee mannen, geïdentificeerd als M. Singh en L. Singh, hadden de bommen aan boord gebracht. Beiden waren zelf niet aan boord van het vliegtuig.
- De koffer van M. Singh bevatte de bom die Air India-vlucht 182 neerhaalde.
- De tweede koffer, van L. Singh, was ook bestemd voor een vliegtuig van Air India, maar ging door vertraging af in de terminal. Hierbij kwamen twee medewerkers van het vliegveld om het leven.
- De ware identiteiten van M. Singh en L. Singh zijn nog altijd onbekend.
- Er was nog een derde man betrokken bij de aanslag.[6][7]

## Verdachten
De primaire verdachten van de aanslag waren leden van de Sikh:
- Talwinder Singh Parmar, een immigrant die in Canada woonde en een hoge rang had binnen de Babbar Khalsa. In de drie maanden voor de aanslag werd zijn telefoon al afgeluisterd door de Canadian Security Intelligence Service (CSIS).[8]
- Inderjit Singh Reyat: woonde in Duncan op Vancouvereiland alwaar hij werkte als automonteur en elektricien. Hij werd als enige schuldig bevonden aan de aanslag, en veroordeeld.
- Ripudaman Singh Malik: een zakenman uit Vancouver die meerdere Khalsa-scholen financieel steunde. De verdenkingen tegen hem werden uiteindelijk ingetrokken.
- Ajaib Singh Bagri: een arbeider in een houtzagerij uit Kamloops. Hij werd in 2007 vrijgesproken van betrokkenheid bij de aanslag.
- Surjan Singh Gill: woonde in Vancouver als zelf benoemde consul-generaal van de Khalistan. Hij vluchtte later weg uit Canada, en zou volgens geruchten zijn ondergedoken in Londen.
- Hardial Singh Johal en Manmohan Singh: volgelingen van Parmar. Johal was schuldig aan een aantal bomaanslagen op scholen in Vancouver. Hij stierf een natuurlijke dood op 15 november 2002.
- Daljit Sandhu: werd door een kroongetuige aangewezen als de man die de gereserveerde tickets voor de getroffen vliegtuigen had opgehaald.
- Lakhbir Singh Brar Rode, de leider van de Sikh-organisatie International Sikh Youth Federation (ISYF). Parmar wees hem aan als het meesterbrein achter de aanslagen,[9] maar de details genoemd in Parmers bekentenis kwamen niet overeen met de gevonden bewijzen.[10]

Op 6 november 1985 deed de Royal Canadian Mounted Police (RCMP) huiszoekingen bij enkele verdachten.

## Nagedachtenis

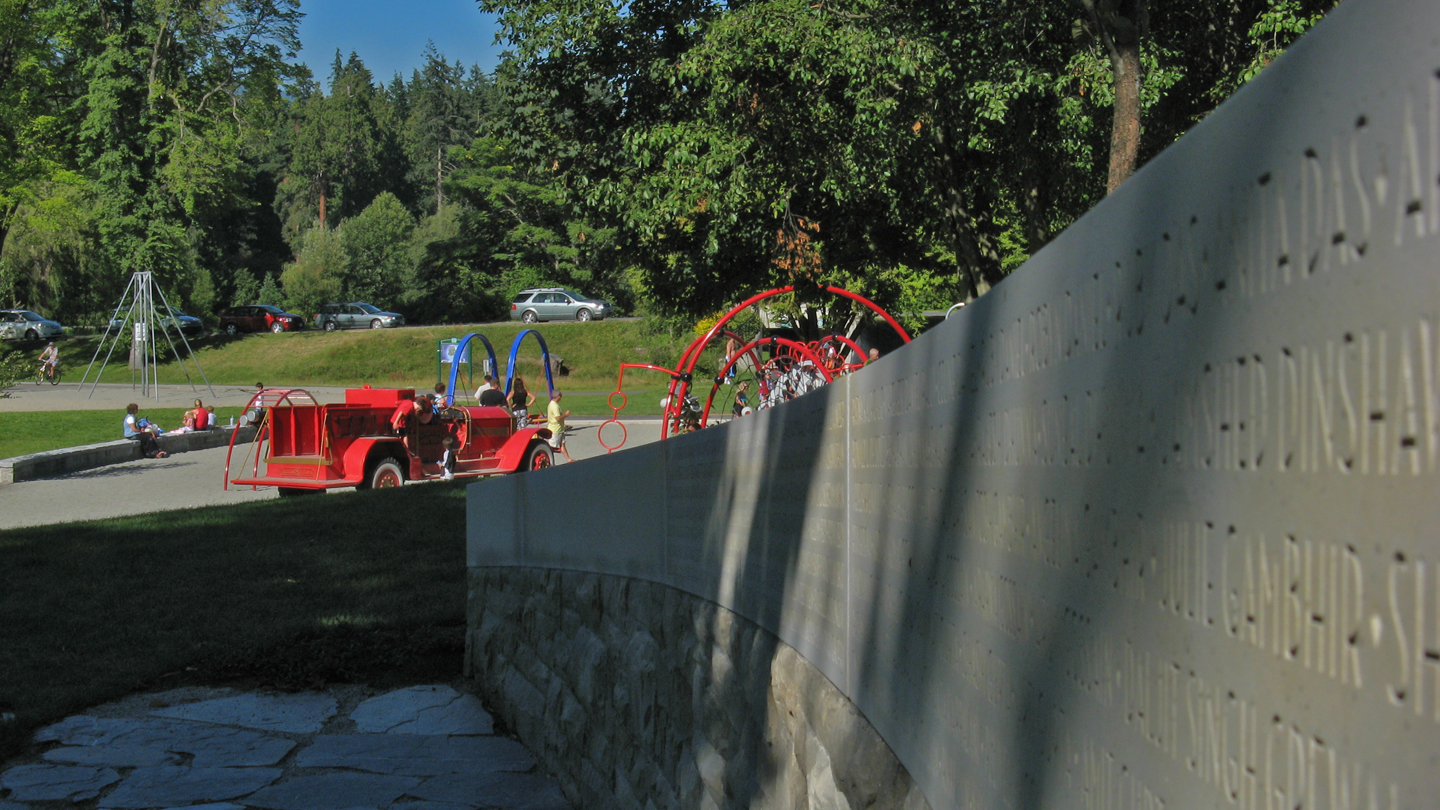
Monument en speelplaats in Stanley Park, Vancouver, ter herinnering aan de slachtoffers van vlucht 182.

Twintig jaar na de aanslag kwamen familieleden van de slachtoffers bijeen in Ahakista, Ierland, voor een herdenking. Gouverneur-generaal Adrienne Clarkson verklaarde deze dag als een nationale herdenkingsdag. Tijdens de herdenking benadrukte eerste minister Paul Martin dat de aanslag een Canadees probleem was. Het vliegtuig was weliswaar van Air India en de aanslag zelf vond plaats voor de kust van Ierland, maar toch was dit volgens hem een Canadese tragedie.
In mei 2007 werd een peiling gehouden onder de Canadese bevolking. 48% was het met Martin eens dat de ramp een Canadese ramp was.